# Castelo de la Muette

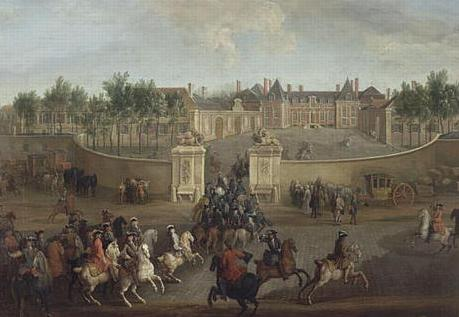
O Castelo de la Muette, no século XVIII.

O Castelo de la Muette (Château de la Muette), é um palácio situado no 16.º arrondissement de Paris, próximo do Bosque de Bolonha e da Porte de la Muette.
Neste mesmo local ergueram-se três palácios desde que, no século XVI, um pavilhão de caça foi transformado por Carlos IX de França para ser oferecido a Margarida de Valois, por ocasião do seu casamento com Henrique IV. Este primeiro edifício foi, mais tarde, ampliado e substancialmente reconstruído por Luis XV. Luis XVI, e Maria Antonieta viveram no Castelo de la Muette, e foi daqui que saiu o primeiro voo tripulado, por Jean-François Pilâtre de Rozier e François Laurent d'Arlandes, em balão de ar quente, no ano de 1783.  
O velho palácio foi demolido na década de 1920 para dar lugar a várias residências, incluindo um novo palácio construído por Henri James de Rothschild, que é a actual sede da Organização para a Cooperação e Desenvolvimento Económico.

## Nome
O significado do nome "muette" é controverso. No moderno francês, designa uma mulher muda. No entanto, o nome do palácio pode derivar de várias palavras da linguagem francesa:
- muete, um termo que aparecia frequentemente em finais do século XVIII e designava uma matilha de cães da raça Deerhound;
- mues, referindo-se à muda das armações pelos veados no Outono; ou
- mue, o período de muda da pena dos falcões de caça.

É evidente que o nome está ligado ao pavilhão de caça no Bosque de Bolonha, o qual era usado pelos reis franceses medievais quando caçavam veados na floresta.

## História

### O palácio da Rainha Margot

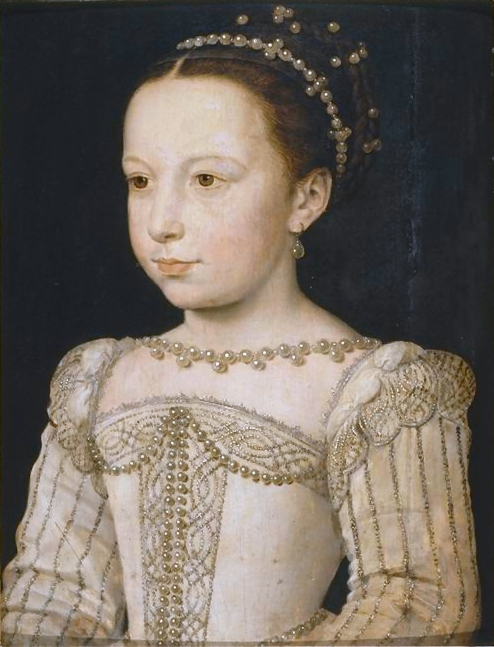
Margarida de Valois, a Rainha Margot.

Os Reis de França possuiam um pavilhão de caça em la Muette desde a Idade Média. No final do século XVI, esse pavilhão foi transformado, por Carlos IX, num pequeno palácio que ele ofereceu a Margarida de Valois (1553-1615), também chamada de Rainha Margot, por ocasião do seu casamento com o futuro Henrique IV. Apesar do seu casamento ter sido sempre conturbado, acabando por ser anulado, Henrique e Margarida tornaram-se amigos mais para o fim da vida, e ela teve permissão para regressar a Paris, instalando residência neste palácio. Em 1606, Margarida doou o edifício ao pequeno Delfim de França, futuro Luís XIII.
Entre 1606 e 1792, a propriedade manteve-se como parte dos domínios reais.
Em 1717, o Regente, Filipe II, Duque d'Orleães (1674-1723), comprou la Muette para a sua filha, Maria Luisa Isabel, Duquesa de Berry (1695-1719), em troca do Château de Madrid, um outro palácio situado, igualmente no Bosque de Bolonha. O Regente mandou arranjar o pequeno palácio de caça e aumentou-o sensivelmente. Nesse período, Antoine Watteau decorou as salas com chinoiserie. A Duquesa de Berry instalou-se no Castelo de la Muette, onde deu festas soberbas, recebendo, nomeadamente, o Czar da Rússia Pedro o Grande. Quando ela recebe o Imperador da Rússia, a Duquesa de Berry aparece " forte como uma torre" Esta princesa real era apelidada de "Joufflotte" ("gorducha") por causa da sua forma carnuda. Na Primavera de 1717, a sua crescente corpulência começa a prejudicá-la seriamente, de modo que ela deixa de caçar e vende os seus cavalos de sela. Mas as quantidades prodigiosas de comida que ela come, embebida em champanhe e espíritos fortes, não são a causa principal da sua súbita engorda. Embora viúva em 1714, a princesa está muito grávida quando recebe Pedro, o Grande. No início de Julho, Madame de Berry, que já não sai do seu castelo de La Muette, já "se sente incomodada" e "torna-se tão forte" que a sua vida é temida! A sua gravidez aproxima-se do fim e o parto poderia terminar mal. No final de Julho, circula o rumor de que a duquesa se encontrou numa situação crítica alguns dias antes quando fez o parto. Esta gravidez clandestina era conhecida em toda a Paris e foi objecto de muitos rumores. Arouet (Voltaire) foi preso em Maio de 1717 depois de declarar perante um informador da polícia que a filha do Regente se tinha retirado em La Muette na espera de parir.  Desde a morte do Rei Sol em 1715, a princesa tinha perdido "toda a aparência de contenção na busca de prazeres luxuriosos". No final de Janeiro de 1716, ela já tinha tido uma filha no seu palácio do Luxemburgo. Canções satíricas denunciaram os seus amores licenciosos. A duquesa expirou a 21 de Julho de 1719 no Château de la Muette. Com a sua morte, o Regente voltou a comprar o domínio para a Coroa.

### O palácio de Luís XV

#### Luís XV

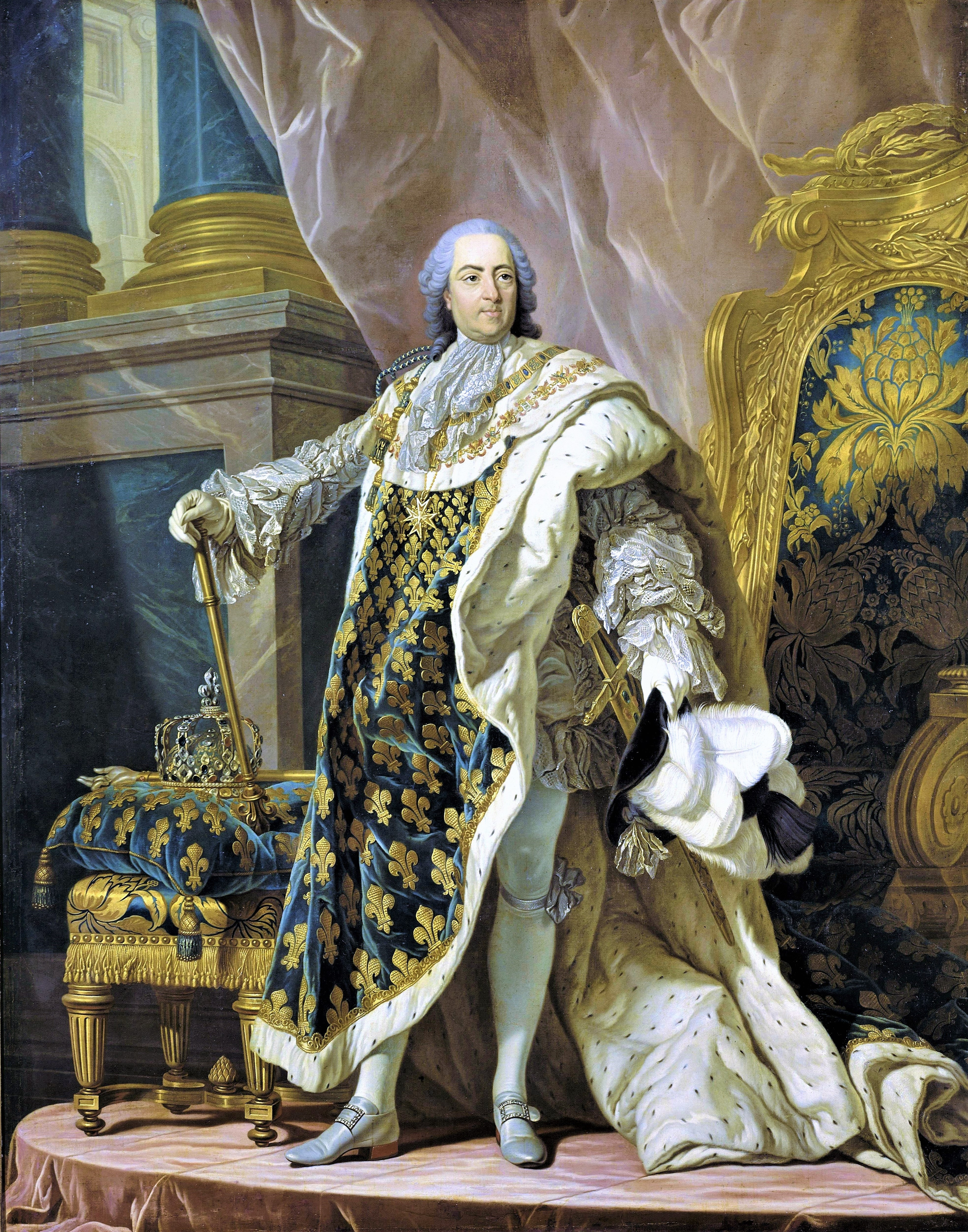
Luís XV de França.

Aquando da morte da Duquesa de Berry, em 1719, o palácio passou para o jovem Rei Luís XV, então com 19 anos de idade. Dez crianças reais nasceram aqui entre 1727 e 1737, incluindo Luís, Delfim de França, o pai do Rei Luís XVI. No entanto, Luís XV usou o palácio mais tarde para entreter as suas amantes, incluindo as três irmãs de Nesle, Madame de Pompadour e Madame du Barry.
Entre 1741 e 1745, Luís XV mandou reconstruir completamente o palácio, pelos célebres arquitectos Jacques V Gabriel e Ange-Jacques Gabriel. Estes, ergueram um vasto corps de logis, flanqueado por duas grandes alas-pavilhões e numerosas dependências de muito menor tamanho. 
Em 1750, o Gabinete de curiosiades da Coroa é instalado nos jardins de la Muette (na localização actual da intersecção entre a Rue de Passy e a Rue de la Pompe) e colocado sob a supervisão dum erudito beneditino, cujas experiências científicas atraém um numeroso público.
Em 1753, Luís XV, que permanace regularmente em la Muette, decidiu mandar traçar uma longa alameda dentro do Bosque de Bolonha de forma a ligar o palácio aos arredores de Saint-Cloud com o propósito de, a partir de la Muette, poder alcançar com a vista o Château de Bellevue, pertencente à Madame de Pompadour. O rei punha mesmo a hipótese de reconstruir o palácio no eixo desta nova estrada, mas a Guerra dos Sete Anos eclodiu e obrigou-o a renunciar a tais despesas.
O Delfim, mais tarde Luís XVI, tomou posse da La Muette em 1764. Foi lá que a sua futura esposa, Maria Antonieta, se alojou aquando da sua chegada a França e onde esperou pelas cerimónias de casamento.

#### Luís XVI e Maria Antonieta

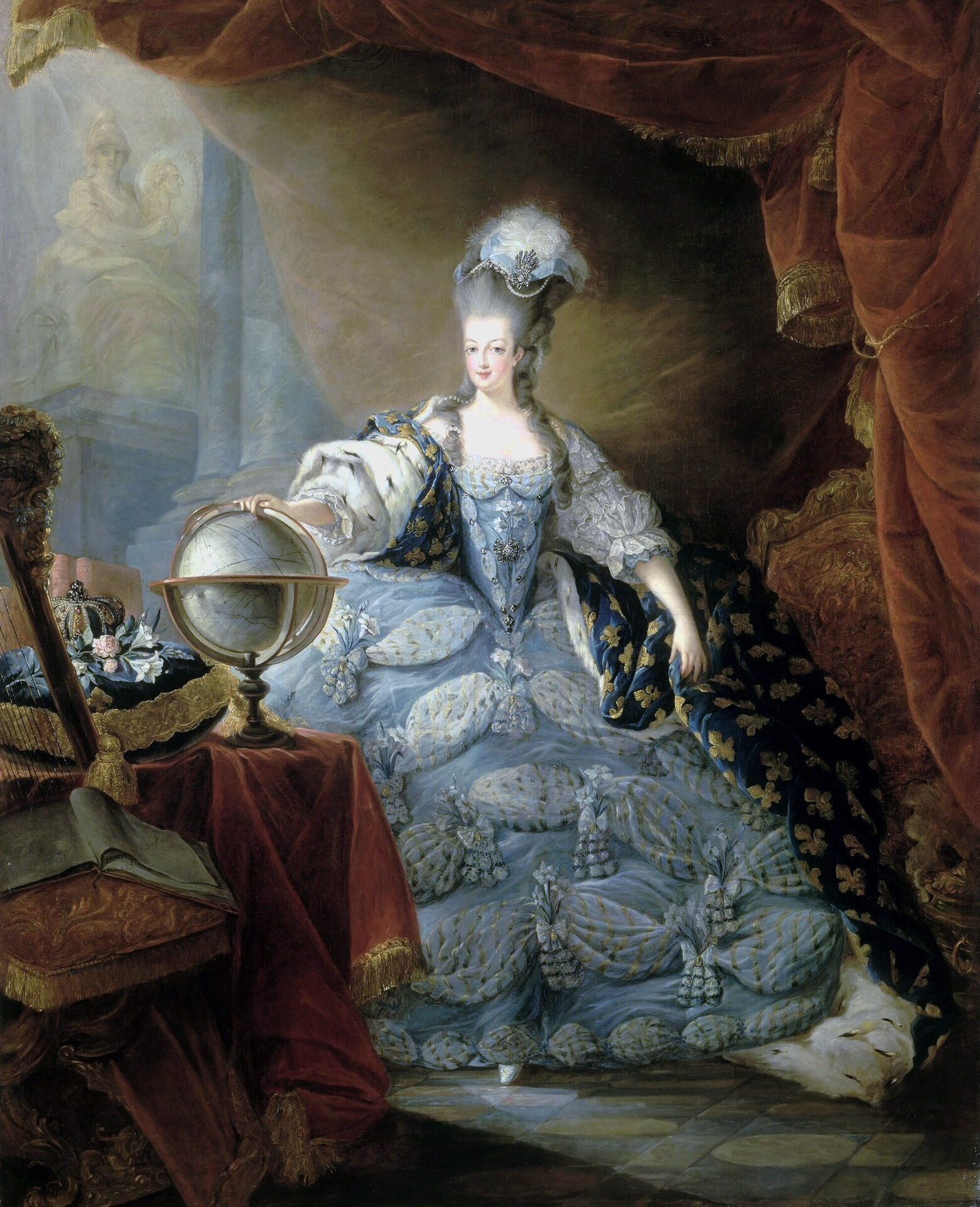
Maria Antonieta.

Diz-se que Luís XVI terá passado os dias mais felizes da sua vida no Castelo de la Muette com a sua jovem esposa, apesar de não terem conhecimentos em matéria sexual e, deste modo, não tem filhos durante sete anos.  Durante este período, Luís XVI aboliu certas taxas reais e abriu os portões do Bosque de Bolonha à populaça. Depois de subir ao trono, em 1774, foi em la Muette que assinou o édito pelo qual renunciava ao direito do alegre advento. 
O Imperador José II, irmão de Maria Antonieta (viajando incógnito sob o nome de "Conde Falkenstein") visitou o casal, aqui, em Abril de 1777.
Luís XVI disponibilizou uma pequena área de terreno arenoso da propriedade do palácio, em les Sablons (próximo da estação de les Sablons do Metro de Paris) para Antoine Parmentier (1737–1813) demonstrar o crescimento de batatas, as quais, anteriormente não eram consideradas seguras para o consumo humano na Europa, fora da Irlanda. De facto, eram consideradas como fonte de lepra, entre outras coisas. Parmentier promoveu uma série de proezas publicitárias, o que levou à aceitação das batatas na França e, depois, por toda a Europa.
Para fazer economias, um édito de Fevereiro de 1788 coloca à venda o Castelo de la Muette juntamente com o Château de Madrid e outras propriedades, autorizando os compradores a proceder à sua demolição. Não se apresentou nenhum comprador; o palácio foi abandonado e deixou de ser mantido.

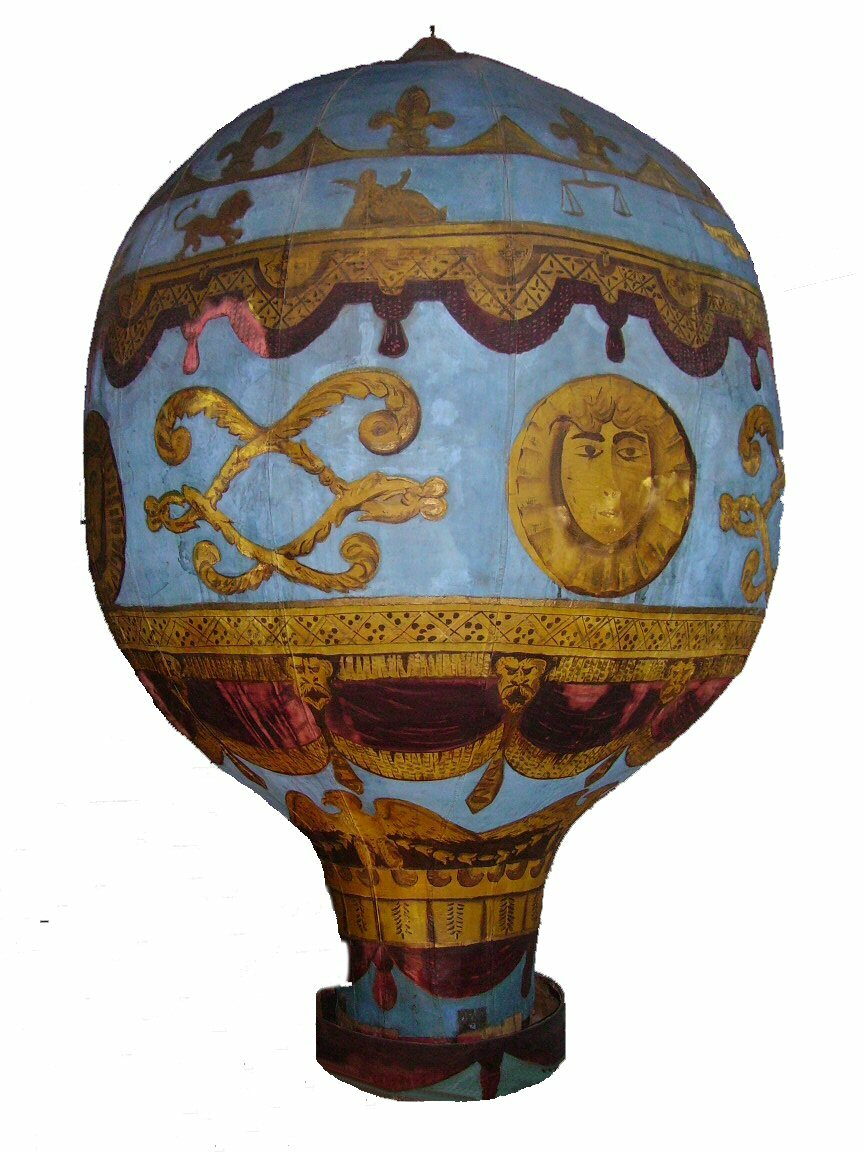
Um modelo do balão dos irmãos Montgolfier, no Museu da Ciência de Londres.

#### Os irmãos Montgolfier
O primeiro voo tripulado começou no Castelo de la Muette no dia 21 de Novembro de 1783, com um balão de ar quente, manufacturado pelos irmãos Montgolfier, que se elevou desde o jardim do palácio carregando Jean-François Pilâtre de Rozier e François Laurent d'Arlandes. Entre a multidão que observava este feito, encontrava-se a faília real e Benjamin Franklin. Voaram durante 25 minutos, viajando cerca de 100 metros acima de Paris e cobrindo uma distância de cerca de nove quilómetros, antes de aterrarem entre os moinhos de vento em Butte-aux-Cailles. No final do voo, restava a bordo combustível suficiente para que o balão pudesse voar quatro a cinco vezes a mesma distância. No entanto, brasas chamuscaram a estrutura do balão e tiveram que ser extintas com esponjas, pelo que os pilotos decidiram aterrar logo que estivessem sobre campo aberto.

#### História pós-revolucionária
Durante a Revolução Francesa, o Castelo de la Muette torna-se propriedade do estado. Em 1790, o Gabinete de curiosidades é desmantelado e os seus instrumentos são transportados para o Observatório de Paris. O domínio é dividido em lotes e vendido em leilão. O edifício central é demolido em 1793 e todos os elementos da decoração interior são recuperados e vendidos. As duas alas laterais são transformadas em casas de pasto, enquanto uma fiação de algodão é instalada nas áreas de serviço.
O que resta do palácio é devolvido à família real em 1816. No entanto, face à importância das reparações necessárias, a propriedade é retirada da lista civil. Uma das duas alas, chamada de "pequena Muette", foi dada, em 1818, para usufruto do Ministro das Finanças, Louis Emmanuel Corvetto. A outra ala, assim como a quase totalidade dos jardins, foi comprada, em 1820, pelo fabricante de pianos Sébastien Érard, o qual manufacturou instrumentos usados por Frédéric Chopin e Franz Liszt. Em 1821, Sébastien Érard inventou a acção de dupla fuga, a qual permitia que uma nota fosse repetida mesmo que a escala ainda não tivesse subido até à sua posição vertical máxima, um grande benefício para um toque rápido. 
Sébastien Érard tratou de restaurar o domínio. mandou construir uma longa galeria e subir o edifício em dois andares, alojando ali a sua rica colecção de quadros. À sua morte, em 1831, a propriedade passou para o seu sobrinho Pierre Érard, o qual vendeu os quadros e arrendou la Muette ao Dr. Guérin, que transformou o pavilhão em hospital ortopédico. No entanto, após o seu casamento, em 1838, Pierre Érard instalou-se em la Muette e começou a reconstruir o domínio: em 1853, compra a "pequena Muette", assim como uma parte dos jardins; a sua viúva proseguiu essa tarefa a partir de 1865.
Em 1870, durante o cerco de Paris, a Muette serve de quartel general ao vice-almirante Fleuriot de Langle e, sob a Comuna, aos generais Clinchant, Douay e Ladmiraut. A propriedade passa ao sobrinho de Pierre Érard, e depois à sua sobrinha, a Condessa de Franqueville que, a partir de 1889, restaura o palácio segundo os planos originais, mandando reconstruir o edifício central e suprimindo os dois andares acrescentados por Sébastien Érard. O conjunto situava-se entre o número 17 da actual Rue du Conseiller Collignon e o Boulevard Émile Augier.

### O palácio de Henri de Rothschild

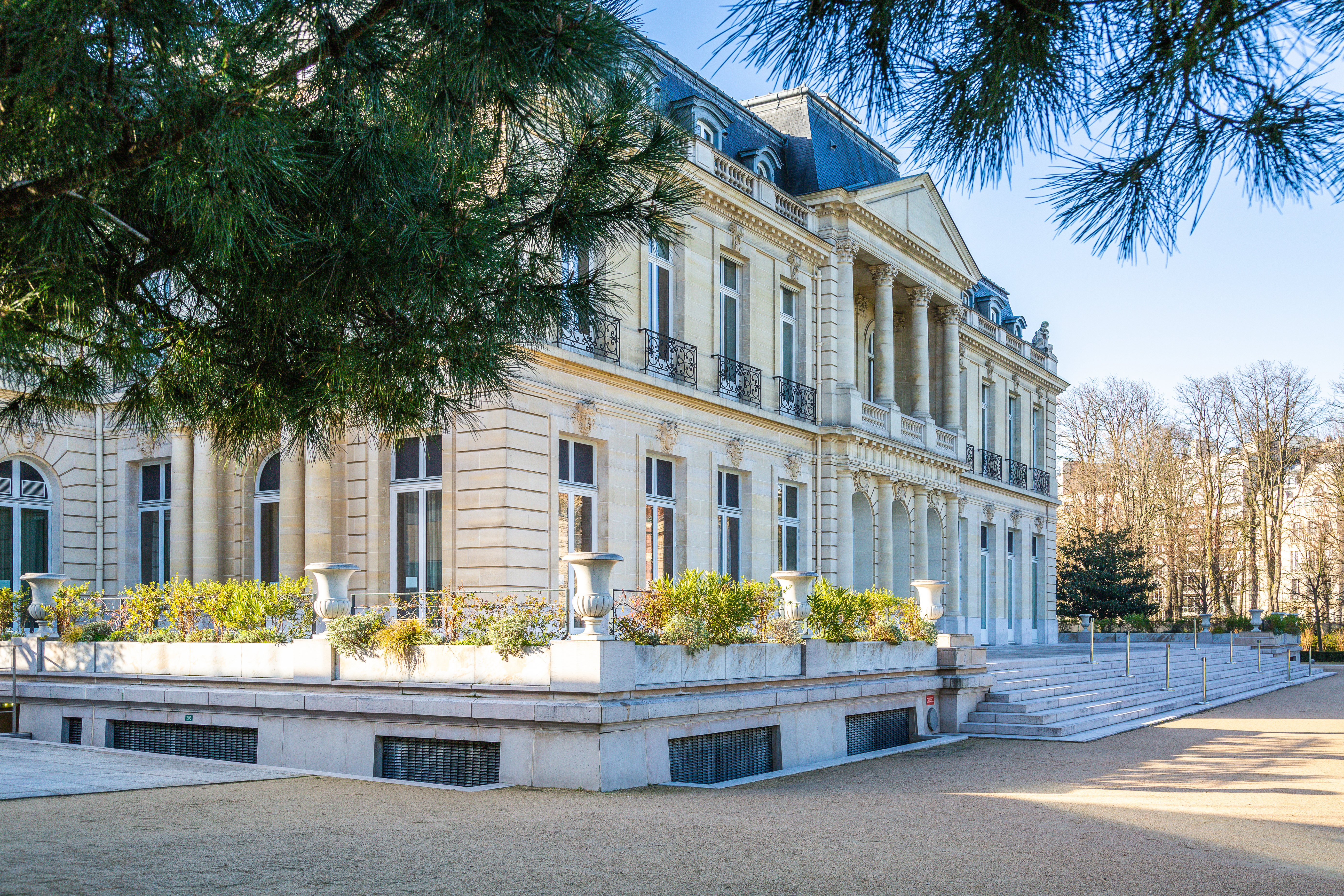
O Castelo de la Muette, em 2019.

Entre 1912 e 1919, a família de Franqueville trata de lotear e vender grande parte da restante propriedade e o antigo domínio desenvolve-se como uma elegante área residencial. À morte do Conde de Franqueville, em 1919, o que resta do velho Castelo de la Muette é demolido; os últimos vestígios desaparecem em 1926. Duas vastas parcelas são cedidas a Henri de Rothschild, que ali manda construir  um grande palácio, entre 1921 e 1922, para servir de sua residência em Paris. O edifício foi edificado ao estilo do século XVIII, segundo um projecto do arquitecto Lucien Hesse desenhado no século XIX.
No início da Segunda Guerra Mundial os vestígios do antigo palácio tinham desaparecido completamente e sido substituído por mansões. Em 1940 o novo palácio é ocupado pelo exército alemão, que ali instala a sede do comando da marinha. Em 1945, depois da libertação da França, foi a vez do Exército dos Estados Unidos ali instalar o comando da sua marinha.
Em 1948 os herdeiros de Henri de Rothschild vendem o domínio à Organização Europeia de Cooperação Económica (OECE), que ali instala a sua sede em 1949. Esta organização, criada sob o Plano Marshall, tinha o propósito de ajudar a administrar os fundos providenciados pelos Estados Unidos para promover e encorajar a cooperação económica europeia. Esta organização evoluiu, em 1961, para a Organização para a Cooperação e Desenvolvimento Económico (OCDE), a qual mantém a sua sede no novo Castelo de la Muette, enquanto os seus gabinetes de trabalho estão instalados em edifícios vizinhos.